# The Hill (film)
The Hill is een Britse oorlogsfilm uit 1965 onder regie van Sidney Lumet.

## Verhaal
In een kamp in de Libische woestijn worden gevangenen veroordeeld door de Britse sergeant Williams. Hij laat hen op en neer lopen over een heuvel. Op een dag arriveren er vijf nieuwe gevangenen in het kamp. Ze gaan elk op hun eigen manier om met het sadisme van Williams.

## Rolverdeling
| Acteur           | Personage         |
| ---------------- | ----------------- |
| Sean Connery     | Joe Roberts       |
| Harry Andrews    | R.S.M. Wilson     |
| Ian Bannen       | Harris            |
| Alfred Lynch     | George Stevens    |
| Ossie Davis      | Jacko King        |
| Roy Kennear      | Monty Bartlett    |
| Jack Watson      | Jock McGrath      |
| Ian Hendry       | Sergeant Williams |
| Michael Redgrave | Legerarts         |
| Norman Bird      | Commandant        |
| Neil McCarthy    | Burton            |
| Howard Goorney   | Walters           |
| Tony Caunter     | Martin            |